# Morocco Tennis Tour Marrakech 2010
Il Morocco Tennis Tour Marrakech 2010 è stato un torneo professionistico di tennis maschile giocato sulla terra rossa, che faceva parte dell'ATP Challenger Tour 2010. Si è giocato a Marrakech in Marocco dal 15 al 21 marzo 2010.

## Partecipanti

### Teste di serie
| Nazionalità | Giocatore                | Ranking* | Testa di serie |
| ----------- | ------------------------ | -------- | -------------- |
| Ucraina     | Oleksandr Dolgopolov Jr. | 80       | 1              |
| Finlandia   | Jarkko Nieminen          | 85       | 2              |
| Belgio      | Steve Darcis             | 99       | 3              |
| Slovenia    | Blaž Kavčič              | 101      | 4              |
| Russia      | Tejmuraz Gabašvili       | 107      | 5              |
| Spagna      | Marcel Granollers        | 110      | 6              |
| Romania     | Victor Crivoi            | 115      | 7              |
| Italia      | Simone Bolelli           | 126      | 8              |

- Ranking all'8 marzo 2010.

### Altri partecipanti
Giocatori che hanno ricevuto una wild card:
- Rabie Chaki
- Reda El Amrani
- Malek Jaziri
- Mehdi Ziadi

Giocatori passati dalle qualificazioni:
- Andrea Arnaboldi
- David Goffin
- Denis Gremelmayr
- Sergio Gutierrez-Ferrol

Giocatori Special Exempt:
- Bastian Knittel

## Campioni

### Singolare
Jarkko Nieminen ha battuto in finale  Oleksandr Dolgopolov Jr. con il punteggio di 6–3, 6–2

### Doppio
Ilija Bozoljac /  Horia Tecău hanno battuto in finale  James Cerretani /  Adil Shamasdin con il punteggio di 6–1, 6–1